# Anton Johann Ernst Lautz
Anton Johann Ernst Lautz (* 12. Oktober 1749 in Worms; † 3. Juli 1833 in Mosbach) war nassauisch-usinger Amtmann in Usingen und Geheimer Regierungsrat.
Lautz war der Sohn des Stadtschreibers in Worms Johann Christoph Lautz (1706–1776) und dessen Ehefrau Henrica (Henriette) Dorothea geborene Graf (1717–1797). Lautz, der evangelischer Konfession war, heiratete Ernestina Catharina geborene Nöll, die Tochter eines Konsistorialrates und Inspektors in Wiesbaden. Aus der Ehe gingen zwei Söhne (Ferdinand Christoph (1778–1802) und Karl Wilhelm August (1781–1804)) hervor, die beide jung starben. Die älteste Tochter Marie Dorothea Christine (1781–1838) heiratete Karl Wilhelm Becker, die zweite Tochter Friederike Wilhelmine (1786–1809) heiratete Regierungsdirektor Lange.
Lautz wurde Fürstlich Nassau-Usingenischer Regierungssekretär in Wiesbaden. 1783 wurde er zum Amtmann im Amt Usingen ernannt. 1803 wurde er 1803 Regierungsrat in Wiesbaden, wo er am 5. Juni 1806 zum Herzoglich Nassauischen Geheimen Regierungsrat befördert wurde. Ab 1809 war er dirigierender Rat beim Lehenhof in Wiesbaden, bevor er am 11. Januar 1819 in den Ruhestand trat. Nach einigen Jahren zog er zu seinem Schwiegersohn Becker nach Mosbach. Er war Verwalter des Weißeschen und Lautzschen Familienstipendiums und erstellte einen vollständigen Stammbaum der Familie Lautz.